# Update (SQL)
Câu lệnh SQL UPDATE thay đổi hay cập nhật dữ liệu của một hay nhiều hàng trong bảng dữ liệu. Tùy theo điều kiện mà một số hàng hay tất cả các hàng trong bảng sẽ bị thay đổi.
Câu lệnh UPDATE có cấu trúc như sau:
UPDATE table_name SET column_name = value [, column_name = value...] [WHERE condition]
Để thực thi câu lệnh UPDATE, người dùng phải có quyền sửa chữa dữ liệu (data manipulation privileges) (quyền UPDATE) trên bảng hay cột, các dữ liệu được cập nhật phải thỏa các ràng buộc (như từ khóa chính, chỉ số duy nhất (unique indexes), ràng buộc CHECK, và ràng buộc không rỗng NOT NULL).

## Ví dụ
Thay đổi giá trị ở cột C1 trong bảng T thành "1" ở những hàng có giá trị "a" ở cột C2.
```
UPDATE
 
T
 
SET
 
C1
 
=
 
1
 
WHERE
 
C2
 
=
 
'a'

```

Tăng giá trị ở cột C1 lên 1 nếu như giá trị trong cột C2 là "a".
```
UPDATE
 
T
 
SET
 
C1
 
=
 
C1
 
+
 
1
 
WHERE
 
C2
 
=
 
'a'

```

Thêm tiền tố "text" vào giá trị ở cột C1 nếu như giá trị ở cột C2 là "a".
```
UPDATE
 
T
 
SET
 
C1
 
=
 
'text'
 
||
 
C1
 
WHERE
 
C2
 
=
 
'a'

```

Thay đổi giá trị ở cột C1 trong bảng T1 thành "2" nếu như giá trị trong cột C2 là một trong những giá trị tìm thấy ở cột C3 trong bảng T2 với giá trị trong cột C4 bằng 0.  
```
UPDATE
 
T1
 

SET
    
C1
 
=
 
2
    

WHERE
  
C2
 
IN
 
(
SELECT
 
C3

               
FROM
   
T2

               
WHERE
  
C4
 
=
 
0
)

```

Cũng có thể đồng thời cập nhật dữ liệu trên nhiều cột:
```
UPDATE
 
T
 
SET
 
C1
 
=
 
1
,
 
C2
 
=
 
2

```

Sử dụng điều kiện phức tạp:
```
UPDATE
 
T
 
SET
 
A
 
=
 
1
 
WHERE
 
C1
 
=
 
1
 
AND
 
C2
 
=
 
2

```

Chuẩn SQL:2003 không hỗ trợ cập nhật dữ liệu trên bảng hội (joined table). Vì thế phương pháp sử dụng cậu lệnh SELECT được dùng để cập nhật dữ liệu trong bảng hội. Chú ý: giá trị trả về trong câu lệnh SELECT trong mệnh đề SET phải là giá trị đơn, hay giá trị duy nhất; nghĩa là chỉ có duy nhất 1 hàng được trả về trong câu lệnh SELECT thôi.
```
UPDATE
 
T1

SET
    
C1
 
=
 
(
SELECT
 
T2
.
C2

              
FROM
   
T2

              
WHERE
  
T1
.
ID
 
=
 
T2
.
ID
)

WHERE
  
EXISTS
 
(
SELECT
 
1

                
FROM
   
T2

                
WHERE
  
T1
.
ID
 
=
 
T2
.
ID
)

```